# Уругвай на летних Олимпийских играх 1948
Уругвай принимал участие в Летних Олимпийских играх 1948 года в Лондоне (Великобритания) в пятый раз за свою историю, и завоевал одну бронзовую и одну серебряную медаль.

## Серебро
- Гребля, мужчины — Эдуардо Риссо.

## Бронза
- Гребля, мужчины — Вильям Джонс и Хуан Родригес.

## Результаты соревнований

### Академическая гребля
Соревнования по академической гребле на Олимпийских играх 1948 года проходили в гребном центре в Хенли-он-Темс, где ежегодно проводятся соревнования Королевской регаты. Из-за недостаточной ширины гребного канала в одном заезде могли стартовать не более трёх лодок. В следующий раунд из каждого заезда проходили только победители гонки.
Мужчины
| Соревнование | Спортсмены    | Предварительный заезд | Предварительный заезд | Предварительный заезд | Отборочный заезд | Отборочный заезд | Отборочный заезд | Полуфинал | Полуфинал | Полуфинал | Финал  | Финал |
| Соревнование | Спортсмены    | Заезд                 | Время                 | Место                 | Заезд            | Время            | Место            | Заезд     | Время     | Место     | Время  | Место |
| ------------ | ------------- | --------------------- | --------------------- | --------------------- | ---------------- | ---------------- | ---------------- | --------- | --------- | --------- | ------ | ----- |
| одиночки     | Эдуардо Риссо | 1                     | 7:36,3                | 2                     | 2                | 7:24,4           | 1 Q              | 2         | 8:09,3    | 1 Q       | 7:38,2 | 2     |